# Steatoda venator
Steatoda venator là một loài nhện trong họ Theridiidae.
Loài này thuộc chi Steatoda. Steatoda venator được Jean Victor Audouin miêu tả năm 1826.